# Jean-Marie Balestre
Jean-Marie Balestre (n. 9 aprilie 1921) a fost președintele FISA între 1979 și 1986, iar mai apoi președintele FIA între 1986 și 1993.
1. 1 2 3 4  Fichier des personnes décédées mirror, accesat în 25 noiembrie 2023
2. 1 2  Who's Who in France
3. ↑  Jean-Marie Balestre, GeneaStar
4. 1 2  Jean-Marie Balestre, Autoritatea BnF
5. ↑   http://en.f1-live.com/f1/en/headlines/news/detail/080328172057.shtml Lipsește sau este vid: |title= (ajutor)